# Patten (Maine)
Pour les articles homonymes, voir Patten.
Patten est une ville située dans l’État américain du Maine, dans le comté de Penobscot.

## Éducation

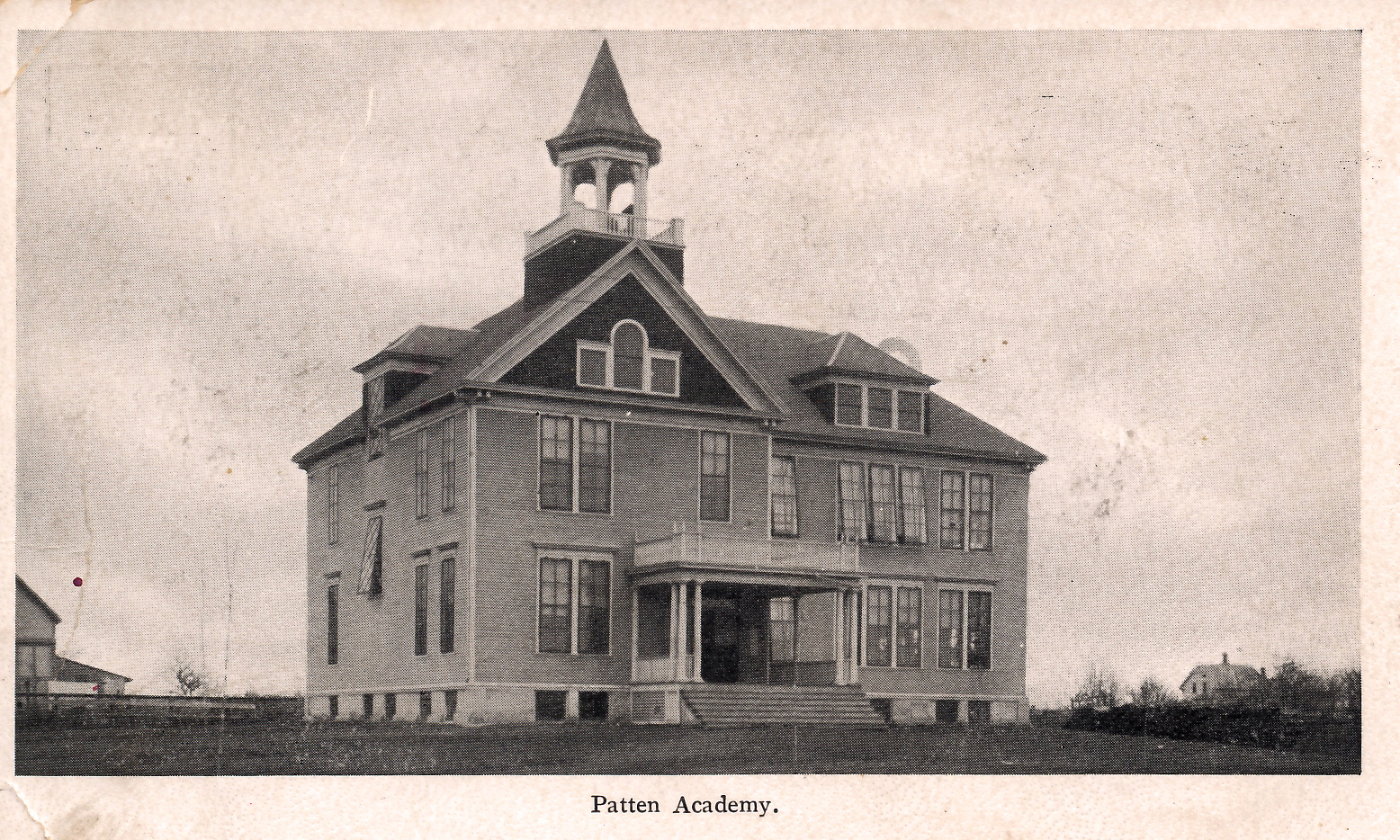
Patten Academy en 1905.

## Géographie
|                  | Hersey (Maine)     | Grindstone (Maine)   |
|                  | Patten             | Island Falls (Maine) |
| Norcross (Maine) | Stacyville (Maine) | Crystal (Maine)      |

## Culture

### Musée des bûcherons de Patten
Fondé en 1963, le Patten Lumbermen's Museum documente l'histoire de l'exploitation forestière du Maine. Il conserve et présente au public un certain nombre des contributions les plus notables du Maine à la mécanisation de cette activité. Les collections proviennent de dons et donations des membres des Amis du musée.

## Source
- (en) Cet article est partiellement ou en totalité issu de l’article de Wikipédia en anglais intitulé « Patten, Maine » (voir la liste des auteurs).